# 阿曼—沙特阿拉伯關係
阿曼-沙特阿拉伯关系是指阿曼苏丹国与沙特阿拉伯王国之间的当前和历史关系。阿曼在利雅得有大使馆，在吉达有领事馆，而沙特阿拉伯在马斯喀特有大使馆。
两个国家之间有着悠久的历史关系。这两个国家都是海湾合作委员会成员，主要信奉伊斯兰教，阿曼信奉伊巴迪伊斯兰教，沙特阿拉伯信奉逊尼派伊斯兰教。这两个国家都是波斯灣阿拉伯國家，使他们成为强大的盟友，然而，阿曼在伊朗问题上的态度更为宽容。
这两个国家有很长的边境线，仅次于沙特和也门的边境线。

## 历史

### 哈瓦利及运动
先知穆罕默德死后，在今天的沙特阿拉伯成立的激进伊斯兰组织哈瓦利及应对反抗哈里发阿里的行动负责。但是，他们中的一些人跟随较温和的人，不同意哈瓦利及，拒绝哈瓦利及的权威，迁往南阿拉伯，也就是今天的阿曼。因此，温和党形成了伊巴迪运动，后来成为阿曼文化的核心。伊巴迪是哈瓦利及运动中唯一幸存的力量。

## 现代的关系
由于阿曼和沙特阿拉伯都是在英国军队撤出的过程中形成的现代政治方针，他们在1971年建立了关系。然而，与沙特阿拉伯相比，阿曼在政治议程上选择了温和的方式。在伊朗与其他阿拉伯国家关系紧张时，阿曼一直充当与伊朗保持关系的调停人，成为连接两国关系的桥梁。此外，阿曼没有参加沙特领导的也门内战联盟。
最近，阿曼还在卡塔尔和沙特阿拉伯目前的僵局中充当了温和的调停人，并为绕过沙特阿拉伯及其盟友对卡塔尔的封锁提供了另一条途径。